# Anthony Ashley-Cooper (4e comte de Shaftesbury)
Pour les articles homonymes, voir Anthony Ashley-Cooper, Ashley et Cooper.
Anthony Ashley Cooper (9 février 1711 - 27 mai 1771), est un pair, titré 4e comte de Shaftesbury et philanthrope britannique. Il est l'un des principaux personnages de la fondation de la colonie de Géorgie et est Lord Lieutenant du Dorset de 1734 jusqu'à sa mort. 

## Famille
Son père, Anthony Ashley-Cooper (3e comte de Shaftesbury), décède en février 1713, le laissant orphelin en bas âge et héritier des titres et domaines de la famille. Il grandit en apprenant les réalisations de son père et de son arrière-grand-père et en révérant l'histoire de sa famille. En 1732, il publie une nouvelle édition de l'ouvrage influent de son père, Characteristics of Men, Manners, Opinions, Times, également connu sous le nom de Shaftesbury's Characteristics. Le livre est l'un des plus influents des Lumières britanniques; L’historien Benjamin Rand a décrit le 3e comte comme «le plus grand stoïcien des temps modernes» ,. 
Il commande une biographie de son arrière-grand-père et a retenu les services de Benjamin Martyn pour le projet. Il connaissait bien Martyn, secrétaire des administrateurs pour l'établissement de la colonie de Géorgie en Amérique, lorsqu'il en devient membre à sa première réunion annuelle en 1733 ,. 

## Georgia Trustees
Il est élu administrateur de l'établissement de la colonie de Géorgie en Amérique en 1733, moins d'un an après la création du groupe par charte royale. À la lumière de la tradition intellectuelle de sa famille, il fait peut-être partie des administrateurs qui, à la suite de James Oglethorpe, considéraient la colonie géorgienne comme une société modèle potentielle ainsi que comme une société répondant à plusieurs objectifs plus pragmatiques. En 1750, cependant, il remplace Oglethorpe en tant que force directrice parmi les administrateurs, faisant basculer la gouvernance de la colonie dans un sens plus conventionnel et la préparant à devenir une colonie royale en 1752. 
Shaftesbury est élu membre de la Royal Society en 1754 et nommé conseiller privé en 1761. 